# Kourni
Kourni est une localité et une commune rurale du Niger, département de Kantché, région de Zinder.

## Géographie
La localité de Kourni est située à 44 km au sud du chef-lieu départemental Kantché. 
|           | Tsaouni      |        |
| Dan-Barto | Kourni       | Yaouri |
|           | Sassoumbroum |        |

## Histoire
La commune rurale de Kourni instaurée en 2002, est issue du canton de Kantché.

## Population
Lors du recensement général de 2012, la population communale est relevée à 28 872 habitants, dont 1 405 habitants pour la localité principale.

## Localités
La commune s'étend sur 30 villages et 70 hameaux au centre-sud du département de Kantché.

## Services et infrastructures
- Centre de Santé Intégré (CSI) à Kourni[5].
- Centre de formation des métiers (CFM) à Kourni.